# Management Support System
Unter Management Support System (MSS) bzw. Managementunterstützungssystem (MUS) wird ein EDV-System verstanden, das Führungskräfte und Entscheidungsträger bei ihrer Arbeit unterstützt. Solche Systeme beruhen auf dem Einsatz von Informations- und Kommunikationssystemen.
Die Funktionalitäten lassen sich nach folgenden Aspekten unterteilen:
- Unterstützungsform
  - Data Support Systeme
  - Decision Support Systeme

- Managementebene
  - Top Management
  - Middle Management
  - Lower Management

- Informationstechnologische Konzepte
  - Data Warehouse Systeme
  - wissensbasierte MSS

## Management Information Systeme (MIS)
Die  MIS knüpfen an den Administrations- und Dispositionssystemen der unteren Ebenen an und bereiten deren Daten auf. Die Aufbereitung dient dazu, den Zustand des Unternehmens zu verdeutlichen und Hinweise auf Entwicklungen zu geben. MIS werden auch als Berichts- und Kontrollsysteme bezeichnet.
Bei den MIS handelt es sich um Data Support Systeme für das mittlere Management.